# Jelena Semjonowna Jakowlewa

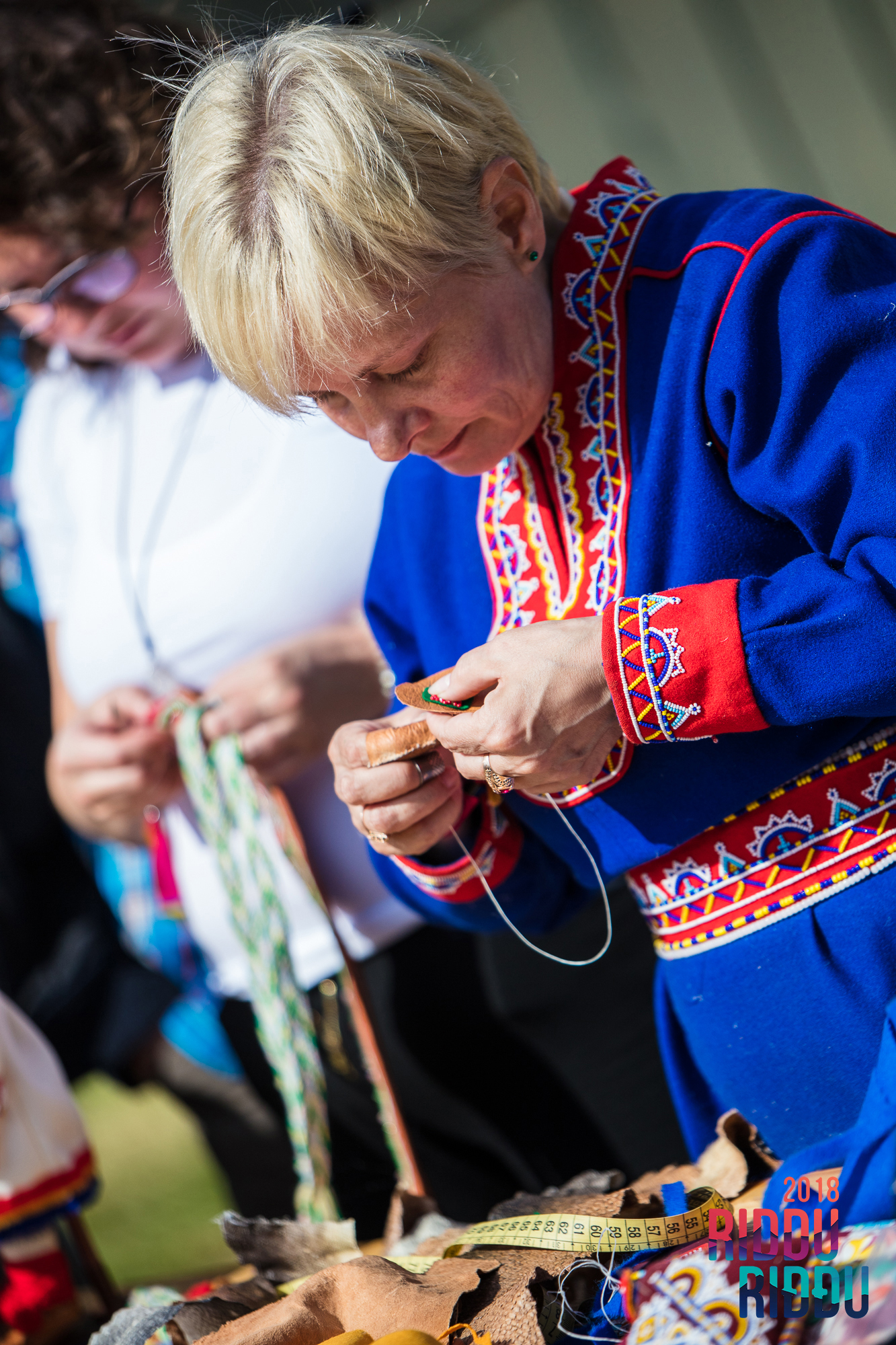
Jelena Jakowlewa bei einem Handwerkskurs auf dem Festival Riddu Riđđu 2018 (Foto: Eirin Roseneng)

Jelena Semjonowna Jakowlewa (russisch Елена Семёновна Яковлева; geb. 29. März 1969 in Lowosero) ist eine samische Gesellschaftsaktivistin, Duojár, Illustratorin und Lehrbuchautorin aus Russland.

## Leben und Wirken
Jelena Jakowleva wurde 1969 in eine samische Familie im Ort Lowosero of der Halbinsel Kola geboren. Sie besuchte die Schule im Ort und machte dort 1990 auch ihren Berufsschulabschluss als Näherin.
In ihrem Beruf spezialisierte sie sich auf Duodji (samisches Kunsthandwerk) und nahm 1994 zum ersten Mal an einer Ausstellung teil. Ihre Gebrauchskunst wird heute auch in Museen in Norwegen ausgestellt.
In den 1990er Jahren arbeitete sie außerdem als Illustratorin zusammen mit kildinsamischen Lehrern und Schulbuchautoren in der Gruppe von Rimma Kurutsch in Murmansk. Später gab sie zwei eigene Lehrbücher für Kinder im Vorschulalter heraus.
Von 2010 bis 2018 war sie Vorsitzende der Vereinigung der Kolasamen und als deren Repräsentantin auch später im internationalen Samenrat tätig.

## Ausstellung
- 1994 Murmansk

## Veröffentlichungen
- Yakovleva, Elena S. 2013. „Artisanat national des Sames de la presqui'{\^\i}le de Kola“. in: L'Image du Sápmi II, hrsg. v. Kajsa Andersson. Örebro: Örebro universitet. 512--523
- Занимательный саамский : набор карточек «Изучаем саамский язык вместе» : для индивидуальных и групповых занятий с детьми от 3 лет / рисунки Марины Гринчук, Елены Яковлевой. - [Мурманск : б. и., 2021]. - 1 кор. (82 карт. ; 12x10 см) : ил., цв. ил. - Текст на карт. рус., саам.
- Вопросы для детей = Кэ̄жьнэг пāррнэ гуэйкэ : методическое пособие для развивающего обучения и изучения саамского языка для дошкольного возраста / [Государственное областное бюджетное учреждение «Мурманский областной центр коренных малочисленных народов Севера и межнационального сотрудничества» ; саамский текст, иллюстратор: Е. С. Яковлева]. - Воронеж : [б. и.], 2021. - 79 с. : ил., цв. ил.